# Golden Axe II
Golden Axe II — видеоигра в жанре «избей их всех», выпущенная 26 декабря 1991 года для Sega Mega Drive. Она является сиквелом популярной игры под названием Golden Axe и считается второй игрой из серии Golden Axe, несмотря на то, что несколько лет назад вышла игра для аркадных автоматов, названная Golden Axe: The Revenge of Death Adder. Golden Axe II выпущена только для Sega Mega Drive, в отличие от первой части, вышедшей на разных платформах. Игра вошла в сборник «Sonic’s Ultimate Genesis Collection» для Xbox 360 и PlayStation 3. С 2010 года игра доступна в составе сборника SEGA Mega Drive and Genesis Classics для платформ Linux, macOS, Windows, с 2018 — PlayStation 4, Xbox One и Nintendo Switch.
Три главных героя из первой части игры: Акс Боец, Тайрис Пламя и Джилиус Громоглав вернулись в Golden Axe II чтобы сразиться с силами Дарк Гульда. Игра содержит семь уровней: шесть из них обычные, а последний — бой с Дарк Гульдом.

## Игровой процесс
Golden Axe II — это аркада в жанре «избей их всех», очень похожая на первую часть игры Golden Axe. Игроку предоставляется на выбор трое героев: гном с боевым топором под именем Джилиус Громоглав, варвар Акс Боец, владеющий двуручным мечом и амазонка Тайрис, превосходно владеющая длинной саблей. Каждый из героев имеет собственную уникальную магию, которую он может использовать в любое время игры чтобы нанести урон неприятелю.
Несмотря на то, что все персонажи и игровой процесс перекочевали из предыдущей игры, всё же в игре есть некоторые нововведения. Например, «Атака назад» (выполняется одновременным нажатием кнопки прыжка и кнопки атаки). Теперь игрок мог бросить врага влево или вправо, чтобы поразить им остальных противников. Но, что более важно, магическая система была переделана. В первой части, когда игрок нажимал кнопку магии, он тратил все кувшины (единица измерения магии в серии Golden Axe). В Golden Axe II можно использовать столько магии, сколько тебе надо. Для этого надо зажать кнопку магии и отпустить её, когда счётчик достиг желаемого уровня.
В игре есть два режима. Один из них называется «Дуэль», в котором игроки поэтапно сражаются против врагов, с каждым этапом получая всё более сложных врагов. Другой называется обычным режимом. В нём игроки должны проходить через разные области, борясь с различными неприятелями.

Пример, показывающий оценку умений игрока.

После каждого уровня игра показывает оценку умений игрока за уровень, а в конце показывает оценку за всю игру.

### Обычный режим
Обычный режим погружает игрока в историю сказочного средневекового мира, в котором главным героям предстоит вернуть свой золотой топор из рук злодея по имени Дарк Гульд. Игрок должен пройти через множество различных уровней и в конечном счете достичь замка Гульда. Каждый уровень заканчивается боссом.

### Дуэльный режим
Режим дуэли состоит из многочисленных раундов, в которых игрок должен победить неприятеля либо группу неприятелей. Каждый раунд проходит на одном и том же фоне. Игрок должен быть победителем в свыше 15 уровнях для того, чтобы завершить дуэль.